# کاویا ماداوان
کاویا ماداوان (به انگلیسی: Kavya Madhavan) (زاده ۱۹ سپتامبر ۱۹۸۴) بازیگر هندی است.
از کارهای معروف او می‌توان به بازی در فیلم آتش‌بازی اشاره کرد.